# Comuna Șinca, Brașov
Șinca este o comună în județul Brașov, Transilvania, România, formată din satele Bucium, Ohaba, Perșani, Șercăița, Șinca Veche (reședința) și Vâlcea.
În cadrul planului de dezvoltare durabilă a județului Brașov, comuna Șinca face parte din Microregiunea Dumbrava Narciselor, alături de comunele Comăna, Părău, Șinca Nouă, Șercaia și Mândra, scopul fiind promovarea regiunii și dezvoltarea de proiecte comune.

## Demografie
Componența etnică a comunei Șinca
     Români (70,29%)
     Romi (16,84%)
     Alte etnii (0,23%)
     Necunoscută (12,64%)
Componența confesională a comunei Șinca
     Ortodocși (82,53%)
     Greco-catolici (2,22%)
     Alte religii (2,13%)
     Necunoscută (13,12%)
Conform recensământului efectuat în 2021, populația comunei Șinca se ridică la 3.521 de locuitori, în creștere față de recensământul anterior din 2011, când fuseseră înregistrați 3.401 locuitori. Majoritatea locuitorilor sunt români (70,29%), cu o minoritate de romi (16,84%), iar pentru 12,64% nu se cunoaște apartenența etnică. Din punct de vedere confesional, majoritatea locuitorilor sunt ortodocși (82,53%), cu o minoritate de greco-catolici (2,22%), iar pentru 13,12% nu se cunoaște apartenența confesională.

## Politică și administrație
Comuna Șinca este administrată de un primar și un consiliu local compus din 13 consilieri. Primarul, Daniel Goilă[*], de la Partidul Social Democrat, este în funcție din 1 noiembrie 2024. Începând cu alegerile locale din 2024, consiliul local are următoarea componență pe partide politice:
|  | Partid                          | Consilieri | Componența Consiliului | Componența Consiliului | Componența Consiliului | Componența Consiliului | Componența Consiliului |
|  | ------------------------------- | ---------- | ---------------------- | ---------------------- | ---------------------- | ---------------------- | ---------------------- |
|  | Partidul Național Liberal       | 5          |                        |                        |                        |                        |                        |
|  | Partidul Social Democrat        | 4          |                        |                        |                        |                        |                        |
|  | Partida Romilor „Pro Europa”    | 3          |                        |                        |                        |                        |                        |
|  | Alianța pentru Unirea Românilor | 1          |                        |                        |                        |                        |                        |

## Personalități
- Familia lui Gheorghe Șincai (1754-1816), istoric, filolog și preot greco-catolic român se trăgea din Șinca Veche.
- Familia lui Iosif Vulcan (1841-1907), publicist, scriitor român, animator cultural, membru al Academiei Române era originară din Șinca Veche.
- Familia lui Radu Anton Roman (1948-2005), scriitor, om de televiziune și gastronom român este originară din Ohaba.

## Primarii comunei
1990-1992
1992-1996 
- 1996[9] - 2000 - Grecu Cornel, de la CDR
- 2000[10] - 2004 - Muntean Radu-Robert, de la PNL
- 2004[11] - 2008 - Muntean Radu-Robert, de la PNL
- 2008[12] - 2012 - Bârlez Victor, de la PDL
- 2012[13] - 2016 - Bârlez Victor, de la PDL
- 2016[14] - 2020 - Bârlez Victor, de la PNL
- 2020[15] - 2024 - Bârlez Victor, de la PNL